# Yeadon (Pennsylvania)
Yeadon ist eine Gemeinde (borough) im Delaware County im US-Bundesstaat Pennsylvania. Das U.S. Census Bureau hat bei der Volkszählung 2020 eine Einwohnerzahl von 12.054 auf einer Fläche von 4,1 km² ermittelt. Sie ist Teil der Metropolregion Delaware Valley und ein Vorort von Philadelphia mit überwiegend afroamerikanischer Bevölkerung.

## Geschichte
Yeadon und das umliegende Land waren einst Teil von Neuschweden. Yeadon war damals als die schwedische Siedlung Mölndal (gegründet 1645) bekannt. Das Borough Yeadon erhielt seinen Namen von Yeadon Manor, das seinen Namen von Yeadon (Teil von Leeds) in England hat.

## Demografie
Nach einer Schätzung von 2019 leben in Yeadon 11.496 Menschen. Die Bevölkerung teilt sich im selben Jahr auf in 7,5 % Weiße, 88,3 % Afroamerikaner, 0,2 % amerikanische Ureinwohner, 0,3 % Asiaten und 3,3 % mit zwei oder mehr Ethnizitäten. Hispanics oder Latinos aller Ethnien machten 1,4 % der Bevölkerung aus. Das mittlere Haushaltseinkommen lag bei 54.487 US-Dollar und die Armutsquote bei 11,3 %.

## Persönlichkeiten
- Robert L. Pfaltzgraff (1934–2023), Politikwissenschaftler und Hochschullehrer
- Joel Dorn (1942–2007), Jazz- und R&B-Musikproduzent und Plattenlabelgründer